# Кантика для Лейбовіца

Обкладинка першого американського видання.

«Кантика для Лейбовіца» (англ. A Canticle for Leibowitz, деколи «Канта́та за Ле́йбовіцем») — постапокаліптичний науково-фантастичний роман, написаний американським письменником-фантастом Волтером Міллером, вперше вийшов 1960 року (це єдиний роман Міллера, виданий за його життя). Дія роману відбувається в католицькому монастирі в пустелі на північному заході США після тотальної ядерної війни. В книзі описується три періоди після війни, які загалом займають майже півтори тисячі років. За цей час цивілізація відбудовується — щоб потім знов себе вбити. Монахи ордену Лейбовіца в нелегкі часи поставили собі за мету зібрати і зберегти знання попередніх сторіч, допоки люди не стануть готові до цього.
Автор написав твір під враженням від бомбування союзними військами монастиря в Монте-Кассіно в якому він брав безпосередню участь. Літературні критики почали порівнювати автора з роботами Івліна Во і Ґрема Ґріна; головні мотиви книги: релігія, циклічність історії і проблем взаємовідносин між державою і церквою, стали використовуватись в літературних дослідженнях.
Роман Кантика за Лейбовіцем побудований на трьох оповіданнях, які Міллер опублікував в журналі Fantasy & Science Fiction, в 1955—1957 роках. Дані оповідання: «Кантика за Лейбовіцем» (англ. A Canticle for Leibowitz, 1955) (також видавалася під назвою «Перший куплет» (англ. The First Canticle)); «І стало світло» (англ. And the Light Is Risen, 1956) і «Останній куплет» (англ. The Last Canticle, 1957). «Кантика за Лейбовіцем» була дуже добре сприйнята критиками і читачами і завоювала Премію «Г'юго» за найкращий роман в 1961 році. Книга стала класикою наукової фантастики з численними перевиданнями і перекладами. Український переклад Олени Кіфенко і Богдана Стасюка від видавництва «Навчальна книга - Богдан» вийшов в 2018 році і був представлений на Book Forum Lviv того ж року.
Продовження у вигляді роману «Святий Лейбовіц і жінка Дика Кобила» (англ. Saint Leibowitz and the Wild Horse Woman) було видано в 1997 році, вже після смерті автора.

## Історія видання
Волтер Міллер працював в жанрі коротких науково-фантастичних історій і до 1955 року написав близько тридцяти історій в різних журналах. В багатьох історіях зображено втрату наукових знань людства або соціально-технічної регресії і її передбачуваної антитези в вигляді подальшого технологічного розвитку. Ці мотиви разом з пост-травматичним синдромом, що Міллер отримав під час Другої світової, і зумовили вихід в світ історій що згодом склали «Кантику за Лейбовіцем».
Протягом Другої світової війни Міллер служив в складі команди бомбардувальника, що брав участь в руйнуванні абатства старого римо-католицького монастиря в Монте-Кассіно, який був заснований в шостому столітті Святим Бенедиктом. Під враженням від операції Міллер вирішив написати коротку історію «Гімн Лейбовіцу» про орден монахів, які виживають посеред зруйнованого світу.. Ця історія, яка згодом переросте в першу главу роману під назвою «Fiat Homo» (з лат. Нехай буде людина), була видана в квітні 1955 журналом Fantasy & Science Fiction. Згодом вийшло наступна пов'язана історія «І стало світло» в серпні 1956 року, яка розвинулась в главу «Fiat Lux» (з лат. Нехай буде світло). Коли автор написав третю історію, він зрозумів що створив роман; тим не менше третя історія теж вийшла окремо під назвою «Останній куплет» в лютому 1957.
Для роману Міллер змінив назви частин, поміняв імена персонажів, увів декількох нових, змінив характери вже присутніх і додав церковної латини. Ці редагування вплинули на релігійні і циклічні мотиви роману і, за словами багатьох журналів, покращили книгу. Поділ твору на три пов'язані частини, разом з досвідом Міллера в написанні коротких історій, сприяли успіхові «Кантики» серед критиків.
Роман вийшов у видавництві «J. B. Lippincott & Co» 1960 року, і через великий успіх у покупців вже в перший рік видали ще два тиражі. 1961 року роман виграв премію «Г'юґо». З часу першого випуску «Кантика за Лейбовіцем» перевидавалася понад сорок разів англійською мовою, входила до найкращих книжок за версіями різних літературних журналів, зокрема, тричі називалася «найкращим науково-фантастичним романом» за версією журналу Локус.

## Сюжет

### Місце дії
Історія роману «Кантика за Лейбовіцем» починається в 26 столітті, після ядерної війни, що мала місце в 20 столітті і знищила майже всю людську цивілізацію. Дана війна в романі називається «Вогненним потопом» (англ. Flame Deluge). В результаті війни більшість почала агресивно відноситись до передових технологій і знань, звинувачуючи їх в розробці ядерної зброї. Протягом перших десятиліть відбувся період «Спрощення» (англ. Simplification), коли розгнівана більшість знищувала не тільки книги, а і вчених, вчителів, деколи навіть тих, хто просто вмів читати. В результаті людство стало майже повністю безграмотним.
Айзек Едвард Лейбовіц був єврейським інженером-електриком, що працював на армію США. Виживши в війні, він заснував чернечий орден, покликанням якого було зберігання знання, ховаючи книги, переписуючи і запам'ятовуючи. Засноване ним абатство знаходилось в пустелі на південному заході Америки поблизу військової бази, де служив Лейбовіц. Проте Лейбовіц був зраджений і страчений. Пізніше був занесений до лику блаженних Римо-католицької церкви. Але століттями після його смерті заснований ним орден зберігав і накопичував знання в вигляді обривків книг, які залишились після «Спрощення», у сподіванні, що наступні покоління повернуть старі знання.
Історія розбита на три частини названі: «Fiat Homo», «Fiat Lux» і «Fiat Voluntas Tua». Частини розділені часовим інтервалом приблизно в шістсот років.

### «Fiat Homo» (злат.Нехай буде людина)
У 26 столітті сімнадцятирічний послушник Френсіс Джерард випробовує себе на віру, живучи у пустелі під час Великого посту. Шукаючи ресурси для добудови свого прихистку, він зустрічається з Подорожнім, який виводить символи з івриту на камені. Брат Френсіс хоче скористатися цим каменем, оскільки той ідеально підходить до його схову, й знаходить під ним вхід до бомбосховища на випадок ядерної війни, з «реліктами» в вигляді списку покупок в магазині. Але в металевій коробці він знаходить ціанотипічну копію електричної схеми з іменем Лейбовіца на ній. Це відкриття стає головною темою обговорень в ордені, з різними поглядами на нього. Подорожній, якого брат Френсіс бачив, ніколи не доходив до монастиря; тому почалися чутки, що це був Лейбовіц власною персоною, і хоча Френсіс називав це перебільшенням, з часом багато хто почав вважати це правдою. Абат Аркос, голова монастиря, побоюючись, що така знахідка зумовить затримки в процесі канонізації Лейбовіца, наказує закрити бомбосховище.
Через декілька років до монастиря прибувають монсеньйори Аґерра (адвокат Бога) і Флот (адвокат диявола), які мають вирішити питання святості Лейбовіца. Згодом Лейбовіца канонізують в святого, частково завдяки знахідкам з бункера, і брата Френсіса відправляють до Нового Риму як представника ордену на месу на честь канонізації. З собою він забирає схему з бункеру, а також власноручно виготовлену і оздоблену копію цієї схеми, як подарунок для Папи. По дорозі його грабують і забирають копію, вважаючи її за оригінал.
Френсіс добирається до Нового Риму де отримує аудієнцію в Папи, де він презентує схему і інші докази для канонізації Лейбовіца. Йому дають золота для викупу забраної в нього копії. Проте на зворотному шляху Френсіса вбивають «діти Папи» (люди, які були вражені радіацією настільки, що почали генно змінюватись). Подорожній знаходить і ховає брата Френсіса.

### «Fiat Lux» (злат.Нехай буде світло)

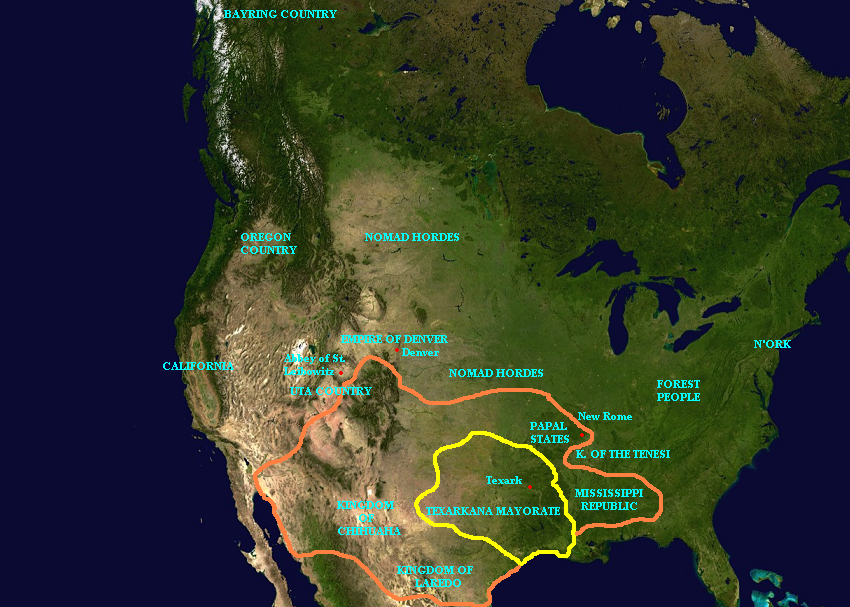
Північна Америка в 3174

Дія відбувається в 3174 році, коли нові Темні часи закінчуються і починається епоха нового Відродження. Орден Святого Лейбовіца продовжує збирати різну інформацію, яка вціліла протягом «Спрощення». Тон Таддео, відомий світський вчений, вирушає до абатства, за дорученням свого двоюрідного брата, голови міста Тексаркана.
В абатстві брат Корнгур, природжений технік, завершує, спеціально до приїзду Таддео, виробництво «генератора електричної сутності» — механічного генератора електричного струму, що живить дугову лампу. Після приїзду вчений декілька тижнів працює з інформацією, зібраною в монастирі, але на прохання забрати частину документів до Тексаркана отримує відмову.
Між тим мер Ганнеґан, правитель одного з міст-держав, об'єднує більшість цивілізованих державних утворень перед загрозою з боку нападу варварів. Проте ще одна його мета — взяти під контроль весь регіон. Монсеньйор Маркус Аполло, папський нунцій при дворі Ганнеґана, дізнається, що той хоче атакувати імперію в Денвері та використати абатство Лейбовіца як опорний пункт своєї кампанії. Через це Ганнеґана відлучають від церкви, а той вчиняє у церкві розкол.

### «Fiat Voluntas Tua» (злат.Нехай буде воля Твоя)
Час дії — 3781 рік. Людство знову розробило ядерну зброю, почало здійснювати космічні польоти і навіть заснувало колонії за межами сонячної системи. Дві найбільші і наймогутніші організації — Азійська Коаліція і Атлантична Конфедерація — знаходяться в стані холодної війни вже протягом 50 років. Орден Святого Лейбовіца тепер накопичує все можливе знання людства. Поширюються чутки про те, що обидві держави вивели ядерну зброю в космос, і це збільшує напруження в світі. В абатстві його голова Дом Джетр Церкі рекомендує Новому Риму почати діяти за планом «Quo Peregrinatur Grex Pastor Secum» (з лат. Куди стадо, туди і пастор) у випадку надзвичайної ситуації.
Внаслідок підземного ядерного вибуху місто Іту-Ван Азійської Коаліції зникає з лиця Землі, а Атлантична Конфедерація фіксує ядерний вибух на півночі Тихого океану. У світлі взаємних звинувачень Дом Церкі починає план, який полягає в увіковічненні знань колонією землян в космосі. Невелика група монахів на чолі з братом Джошуа, взявши з собою дітей з церковної школи, повинна вилетіти за три дні. В той час Атлантична конфедерація знищує космічні станції ворога, а той своєю чергою завдає ядерного удару по столиці Тексаркана. Проте завдяки дипломатії сторони погоджуються припинити вогонь. Абатство стає тимчасовим прихистком для біженців, у ньому починаються конфлікти між лікарями і монахами з приводу евтаназії. В результаті табір біженців переміщають за межі абатства.
Проте військові дії відновлюються, й одна з ядерних бомб вибухає поблизу абатства. Церкі, котрий до останнього сповідає своїх парафіян, не встигає сховатися; його завалює каменями та рештками монахів, що їх було поховано у стінах монастиря (серед них, схоже, й череп брата Френсіса). Повільно помираючи, він бачить місіс Ґральс/Рейчел — двоголову жінку-мутанта, яка раніше торгувала томатами. Її стара голова торговки померла, а інша, юна та прекрасна, яка завжди була безпам'ятною, ожила. Церкі перед смертю намагається охрестити її своєю слиною, але Рейчел відмовляється і натомість причащає його Дарами. Церкі думає, що вона, як і Діва Марія, звільнена від первородного гріха. Незабаром він помирає.
На зльотному майданчику брат Джошуа останнім сідає на космічний корабель з словами «Sic transit mundus» (з лат. Таким чином проходить світ). В останньому абзаці йдеться про акул, які переміщуються вглиб океану у пошуках їжі, зниклої зі звичних місць.

## Переклади українською
- Волтер Міллер. «Кантика для Лейбовіца». Переклад з англійської: Олена Кіфенко і Богдан Стасюк. Тернопіль: НК-Богдан. 2018. 304 стор. ISBN 978-966-10-5607-6